# Марукети
Марукети (итал. Marrucheti) је насеље у Италији у округу Гросето, региону Тоскана.
Према процени из 2011. у насељу је живело 90 становника. Насеље се налази на надморској висини од 112 м.